# 窦乂
窦乂（?—?），扶风郡平陵县人，唐德宗时的长安富商。
窦乂祖上是唐朝贵族，高祖父窦抗，唐高祖李渊的宰相。曾祖父窦诞，唐高祖的駙馬都尉，莘安公。祖父窦孝禮，良原县令（唐玄宗生母昭成皇后就是窦孝禮哥哥的女儿）。父窦瑗。但到他这一代，已经没落，他幼年丧父。
十三岁时，窦乂通过买舅舅安州长史从安州带回来的鞋开始经商，之後又种树，制作引火用的“法烛”，二十三岁，身家三百万左右，之後经营房产。窦乂用五六十万钱买了一块空地向宦官行贿，管事宦官特许他再在南方进原料，途中免税；再用二百贯钱买下凶宅，拆掉房子，建成马球场，送给太尉李晟，换来卖官鬻爵之权，得到一个太府卿同正的官职。从此，窦乂成为长安首富，号称窦半城。窦乂八十多岁去世，没有儿子，家业给了他侄子。

## 相关文献
- 《太平广记》卷243
- 《新唐书》宰相世系表
- 《北梦琐言》卷10